# Десото-Лейкс
Десото-Лейкс (англ. Desoto Lakes) — статистически обособленная местность, расположенная в округе Сарасота (штат Флорида, США) с населением в 3198 человек по статистическим данным переписи 2000 года.

## География
По данным Бюро переписи населения США статистически обособленная местность Десото-Лейкс имеет общую площадь в 3,37 квадратных километров, водных ресурсов в черте населённого пункта не имеется.
Статистически обособленная местность Десото-Лейкс расположена на высоте 9 м над уровнем моря.

## Демография
По данным переписи населения 2000 года в Десото-Лейкс проживало 3198 человек, 939 семей, насчитывалось 1290 домашних хозяйств и 1352 жилых дома. Средняя плотность населения составляла около 948,96 человек на один квадратный километр. Расовый состав населённого пункта распределился следующим образом: 93,50 % белых, 3,06 % — чёрных или афроамериканцев, 0,03 % — коренных американцев, 1,03 % — азиатов, 0,03 % — выходцев с тихоокеанских островов, 1,50 % — представителей смешанных рас, 0,84 % — других народностей. Испаноговорящие составили 4,35 % от всех жителей статистически обособленной местности.
Из 1290 домашних хозяйств в 27,5 % воспитывали детей в возрасте до 18 лет, 61,5 % представляли собой совместно проживающие супружеские пары, в 8,0 % семей женщины проживали без мужей, 27,2 % не имели семей. 19,2 % от общего числа семей на момент переписи жили самостоятельно, при этом 7,4 % составили одинокие пожилые люди в возрасте 65 лет и старше. Средний размер домашнего хозяйства составил 2,48 человек, а средний размер семьи — 2,83 человек.
Население статистически обособленной местности по возрастному диапазону по данным переписи 2000 года распределилось следующим образом: 20,5 % — жители младше 18 лет, 4,7 % — между 18 и 24 годами, 28,3 % — от 25 до 44 лет, 29,5 % — от 45 до 64 лет и 16,9 % — в возрасте 65 лет и старше. Средний возраст жителей составил 43 года. На каждые 100 женщин в Десото-Лейкс приходилось 92,4 мужчин, при этом на каждые сто женщин 18 лет и старше приходилось 91,3 мужчин также старше 18 лет.
Средний доход на одно домашнее хозяйство статистически обособленной местности составил 52 719 долларов США, а средний доход на одну семью — 54 425 долларов. При этом мужчины имели средний доход в 35 368 долларов США в год против 26 920 долларов среднегодового дохода у женщин. Доход на душу населения статистически обособленной местности составил 52 719 долларов в год. 2,1 % от всего числа семей в населённом пункте и 3,8 % от всей численности населения находилось на момент переписи населения за чертой бедности, при этом 6,4 % из них были моложе 18 лет и 8,1 % — в возрасте 65 лет и старше.